# Ивановские (Нижегородская область)
 Ивановские  — опустевшая деревня в Шарангском районе Нижегородской области в составе Большерудкинского сельсовета.

## География
Расположена на расстоянии примерно 10 км на северо-восток по прямой от районного центра посёлка Шаранга.

## История
Известна была с 1873 года как починок Ивановской, где было дворов 7 и жителей 98, в 1905 (Ивановский) 44 и 285, в 1926 уже две деревни с одним наименованием Ивановский (42 и 218 в одной, и 19 и 104 в другой), в 1950 (Ивановские) 48 и 175.

## Население
Постоянное население не было учтено как в 2002 году, так и в 2010.